# Achiziția teritoriului Alaska

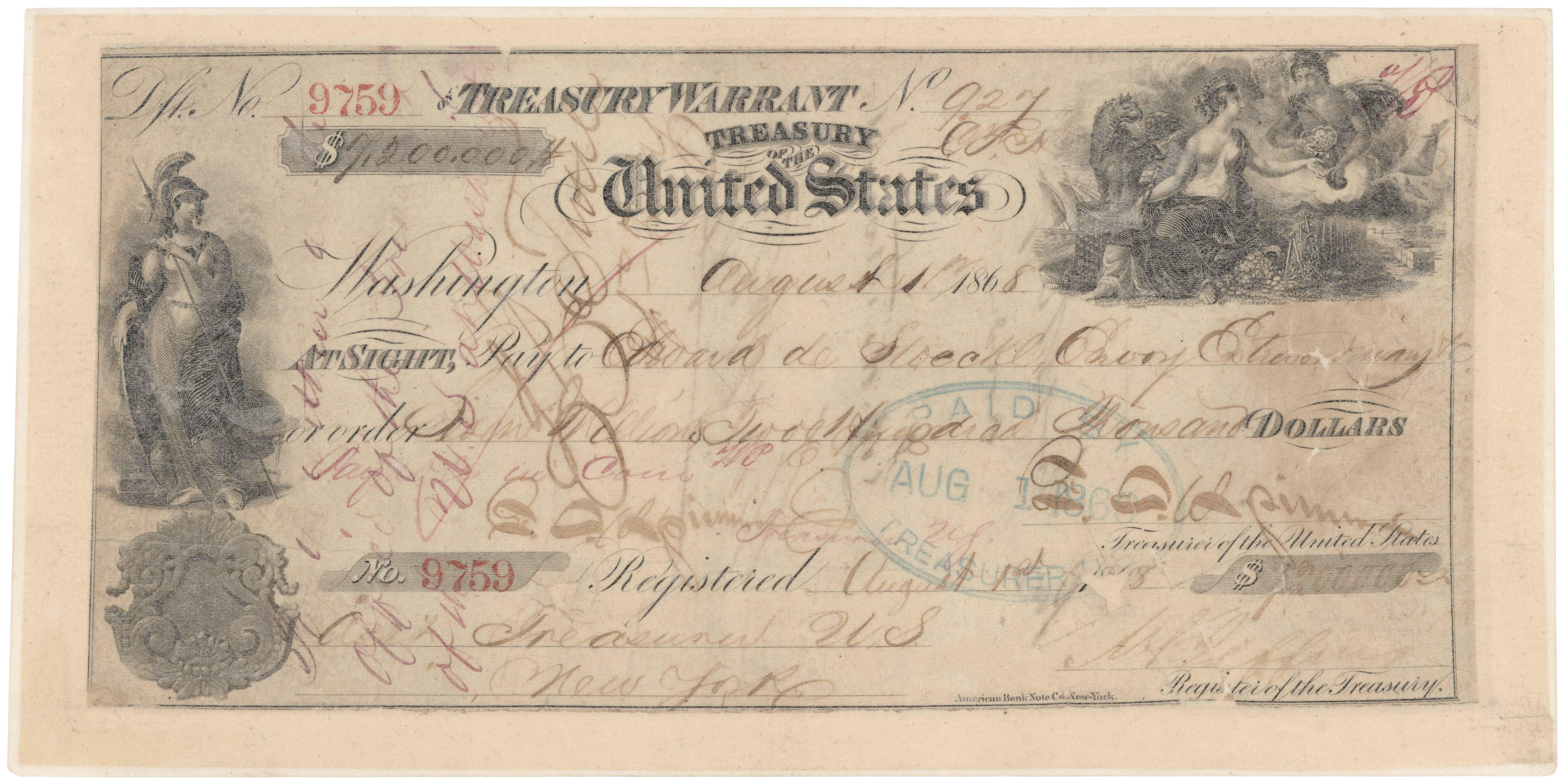
Cecul originar, utilizat pentru plata Alaskăi, în valoare de 7,2 milioane de dolari

Achiziția teritoriului Alaska reprezintă cumpărarea teritoriului Alaska de către Statele Unite ale Americii de la Imperiul Rus în 1867. Achiziția, efectuată la inițiativa Secretarului de Stat american William H. Seward, s-a concretizat prin anexarea de către SUA a unui teritoriu cu o suprafață de 1.518.800 km². Inițial organizat sub numele de departmentul Alaska, zona a devenit apoi districtul Alaska și teritoriul Alaska înainte de a fi admis ca stat în Statele Unite ale Americii în 1959.

## Context

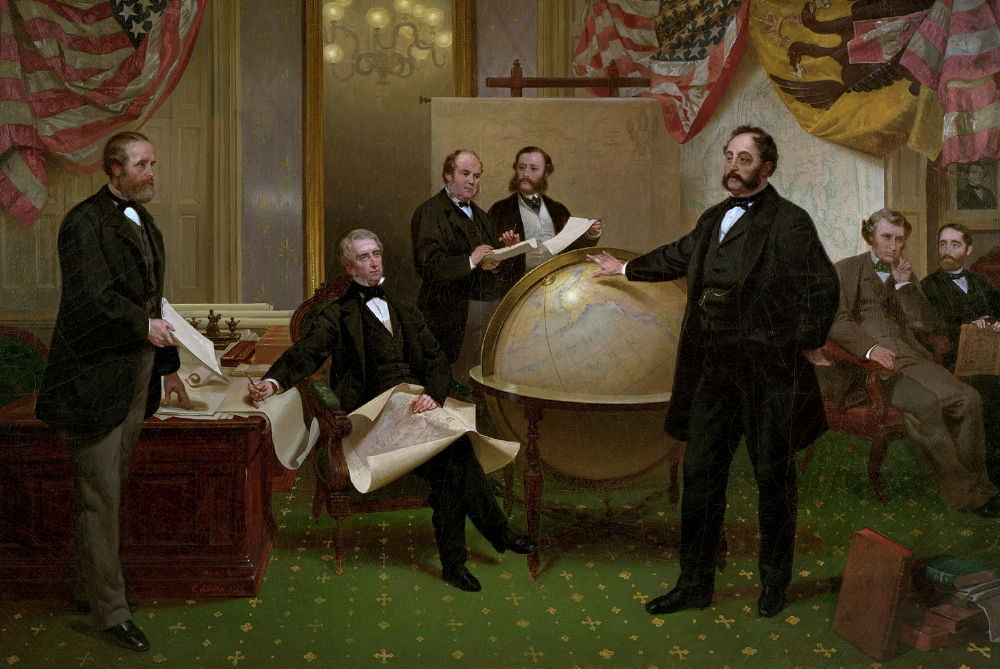

Rusia suferea dificultăți financiare și se temea că va pierde Alaska fără vreo compensație în urma vreunui război, în special față de Regatul Unit, inamicul lor în Războiul Crimeei (1853–1856). În timp ce Alaska nu era un teritoriu de interes la acea vreme, populația Columbiei Britanice a început rapid să crească la câțiva ani după încheierea ostilităților, în urma unei goane după aur care a cauzat înființarea unei colonii britanice pe continentul nord-american. Rușii au început, de aceea, să creadă că în orice viitor conflict cu britanicii, această regiune dificil de apărat ar putea deveni o țintă și ar fi fost ușor capturată. Astfel, țarul Alexandru al II-lea a hotărât să vândă teritoriul. Au fost contactați mai întâi britanicii, dar aceștia nu erau interesați de achiziționarea Alaskăi. Rușii și-au îndreptat apoi atenția spre Statele Unite și, în 1859, s-au oferit să le vândă teritoriul, în speranța că americanii vor forma o zonă-tampon între Rusia și rivalul său regional, Regatul Unit. Nu s-a putut ajunge la un acord din cauza situației tensionate interne din SUA, care s-a soldat cu declanșarea Războiului Civil.
După încheierea războiului, țarul l-a instruit pe ambasadorul în SUA, Eduard de Stoeckl, să reia negocierile cu Seward în luna martie 1867. Negocierile s-au încheiat după o ședință nocturnă, finalizată cu semnarea tratatului la ora 4 în dimineața zilei de 30 martie 1867, la un preț de achiziție de 7.200.000 de dolari, circa 4,74 cenți pe hectar. Opinia publică americană era în general favorabilă tratatului, dar unele ziare au criticat-o. Horace Greeley de la New York Tribune scria: 
| “ | Deja, s-a mai spus, eram împovărați cu teritorii pe care nu le puteam popula. Indienii din granițele actuale ale republicii ne pun și așa în dificultate puterea noastră de a guverna popoare aborigene. Am putea noi, acum, cu ochii deschiși, să ne mărim dificultățile, mărind numărul de astfel de popoare în grija noastră națională? Prețul de achiziție a fost mic; cheltuielile anuale cu administrația, civilă și militară, vor fi, însă, mai mari, și permanente. Teritoriul inclus în propunerea de anexare nu este vecin cu domeniul național. Se află departe, la o distanță neconvenabilă și periculoasă. Tratatul fusese pregătit în secret, și a fost semnat și pus în seama țării la ora unu noaptea.... New York World a spus că este ca o „portocală stoarsă”. El nu conținea nimic de valoare, în afară de animale cu blănuri, și chiar și ele fuseseră vânate până aproape au dispărut. Cu excepția Insulelor Aleutine și a unei mici fâșii de pământ ce se întindea de-a lungul coastei sudice, țara aceea nu merită primită nici în dar.... Dacă nu se găsește aur acolo, va trece multă vreme până când să fie binecuvântată cu tiparnițe Hoe, capele metodiste și poliție metropolitană. Este o sălbăticie înghețată. | ” |

Deși criticată de unele voci la acea vreme, s-a dovedit a fi o achiziție fericită pentru Statele Unite. Pământul s-a dovedit bogat în resurse (inclusiv aur și petrol) și a fost avantajos pentru SUA în Războiul Rece.

## Ratificarea și punerea în aplicare

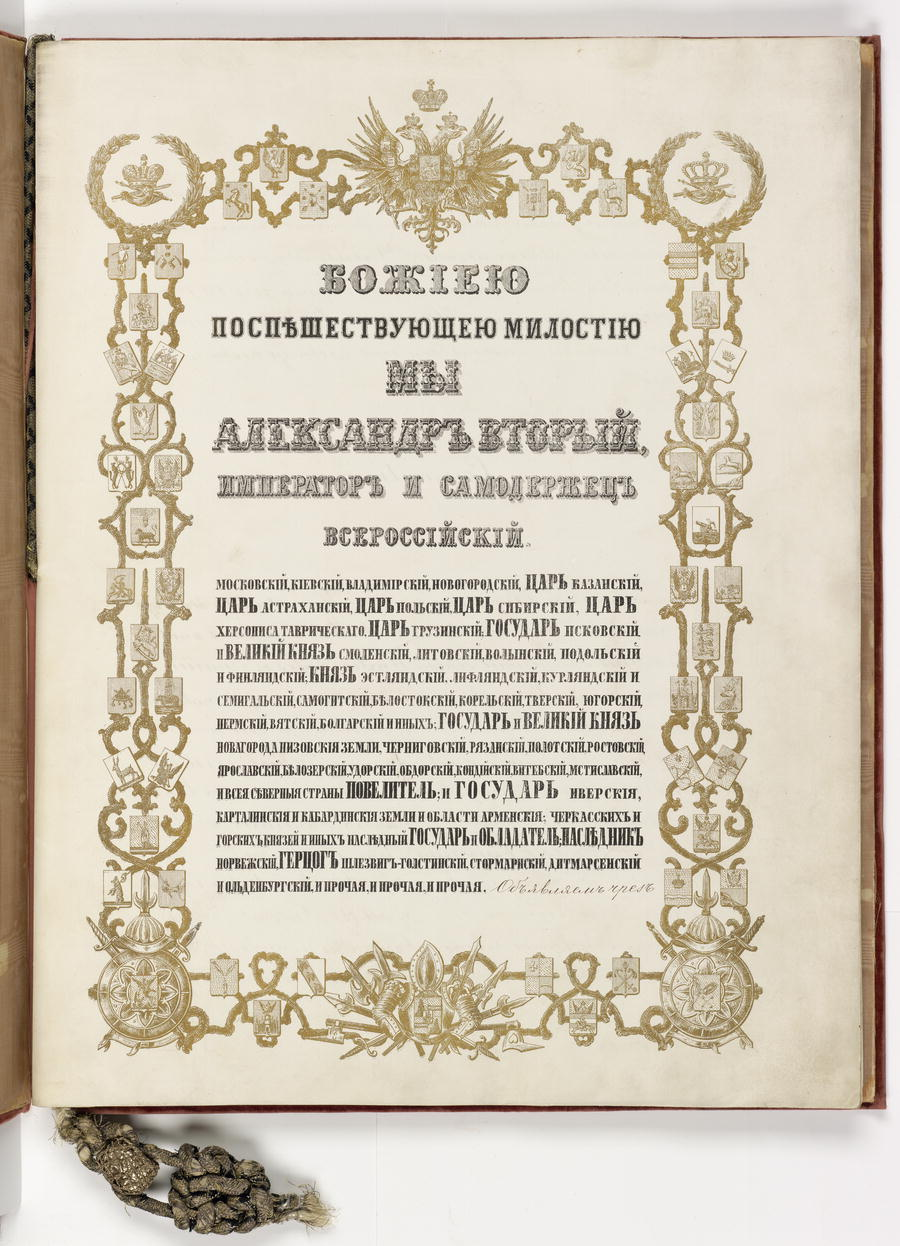
Actul de ratificare de către Rusia a vânzării Alaskăi, 20 iunie 1867.

Când a devenit clar că Senatul nu va dezbate tratatul înainte de încheierea sesiunii la 30 martie, Seward l-a convins pe președintele Andrew Johnson să convoace Senatul într-o sesiune extraordinară a doua zi. Numeroși republicani au râs de „nebunia lui Seward”, deși criticile lor par să se fi bazat mai mult pe ostilitatea față de președintele Johnson decât pe problematica achiziției teritoriale. Seward a dus, însă, o campanie viguroasă de convingere și, cu susținerea lui Charles Sumner, președintele Comisiei de Politică Externă a Senatului, a obținut la 9 aprilie aprobarea tratatului cu 37 de voturi pentru și 2 împotrivă.
Timp de peste un an, relațiile Congresului cu președintele Johnson s-au deteriorat, iar Camera Reprezentanților a refuzat să aloce fondurile necesare. În iunie 1868, după ce procedura de impeachment a lui Johnson a luat sfârșit, Stoeckl și Seward au reluat campania pentru achiziția Alaskăi. Combinând apeluri publice cu discuții în particular, ei au obținut la 14 iulie un vot favorabil, cu 113 voturi pentru și 48 împotrivă.
Odată cu achiziția Alaskăi, Statele Unite au anexat un teritoriu de două ori mai mare ca Texasul, dar abia după marea goană după aur din Klondike din 1896, Alaska a început să fie considerat un teritoriu valoros al SUA.
Sumner a raportat estimările rusești privind populația Alaskăi, și anume 2.500 de ruși și metiși, plus 8.000 de indigeni, în total circa 10.000 de oameni aflați sub administrarea directă a companiei rusești de blănuri, plus, poate 50.000 de inuiți și autohtoni alaskani aflați în afara jurisdicției sale. Rușii se stabiliseră în 23 de puncte de comercializare a blănurilor, aflate pe insule și în apropierea coastei. În așezările cele mai mici, trăiau doar câte patru sau cinci ruși care colectau blănuri de la localnici, le stocau și le încărcau pe vasele companiei când acestea soseau. Existau două orașe mai mari: Novoarhanghelsk, astăzi denumit Sitka, fusese înființat în 1804 pentru a coordona comerțul cu piei de vidră de mare și în 1867 era format din 116 colibe mici de bușteni cu 968 de locuitori. Centrul industriei blănurilor, orașul Sf. Pavel din Insulele Pribilof avea 100 de case și 283 de locuitori.
Americanii au ales pentru noul teritoriu numele aleut „Alaska”. Ceremonia de transfer a avut loc la Sitka la 18 octombrie 1867. Soldații ruși și americani au mărșăluit prin fața casei guvernatorului; drapelul rus a fost coborât și a fost înlocuit cu cel american în salve de artilerie. Căpitanul Alexis Pestchouroff a spus: „Domnule general Rousseau, prin autoritatea Majestății Sale, Împăratul Rusiei, transfer Statelor Unite teritoriul Alaska.” Generalul Lovell Rousseau a acceptat teritoriul. Mai multe forturi și clădiri au fost predate americanilor. Soldații au ocupat cazărmile; generalul Jefferson C. Davis s-a stabilit în casa guvernatorului, și majoritatea cetățenilor ruși au plecat, doar câțiva comercianți de blănuri și preoți alegând să rămână.
În Alaska, ziua de 7 octombrie 1867 (conform calendarului iulian în vigoare în Imperiul Rus la acea vreme), a fost urmată de cea de 18 octombrie 1867, din calendarul gregorian folosit în SUA. Fusul orar local a trecut de la 9:01:20 în urma meridianului Greenwich, la 14:58:40 înaintea lui.